# Tövisi görögkatolikus templom
A tövisi görögkatolikus templom műemlék Romániában, Fehér megyében. A romániai műemlékek jegyzékében az AB-II-m-A-00372 sorszámon szerepel.